# Tian xia wu zei
Tian xia wu zei (xinès simplificat 天下无贼, xinès tradicional 天下無賊 pinyin Tiānxià Wú Zéi), comercialitzada internacionalment com A World Without Thieves, és una pel·lícula de drama d'acció xinesa del 2004 dirigida per Feng Xiaogang i protagonitzada per Andy Lau, Rene Liu, Ge You, Wang Baoqiang i Li Bingbing. La pel·lícula és una adaptació d'una novel·la de 1999 del mateix títol de Zhao Benfu. La història original és moderadament diferent de l'adaptació cinematogràfica. La pel·lícula es va estrenar per primera vegada a Xangai, Xina el 5 de desembre de 2004. Va guanyar el Premis de Cinema Cavall d'Or de 2005 a la millor adaptació de guió.
La pel·lícula es va estrenar a Hong Kong amb un doblatge al cantonès proporcionat per Lau per al seu propi paper, Anthony Wong pel paper de l'oncle Li i Chapman To pel paper de Sha Gen.
La trama se centra en un noi del poble ingenu que no creu en l'existència dels lladres. Tornant a casa a bord d'un tren amb els seus estalvis, aviat es converteix en l'objectiu de molts lladres. La pel·lícula explora el tema de la bondat humana fonamental i també aborda amb humor el tema del robatori desenfrenat al transport públic a la Xina continental.

## Argument
La història se situa principalment en un tren que va cap a l'interior des del Tibet. Sha Gen ("Dumbo" a la versió estatunidenca, interpretat per Wang Baoqiang), un noi ingenu del poble que treballava com a treballador de la construcció al Tibet, tornava a casa per casar-se. Negant-se a creure que hi ha lladres al món, Sha Gen insisteix a portar els seus cinc anys d'estalvi per valor de 60.000 ¥ (8.400 $ USD) amb ell més aviat que utilitzar les remeses. Sha Gen també crida descaradament els seus retorns en un carrer ple de gent. Com a tal, ha cridat l'atenció de Wang Bo (Andy Lau) i Wang Li (Rene Liu), que són amants i lladres professionals altament qualificats. Wang Bo vol robar els diners com a últim èxit per acabar amb la seva carrera, però Wang Li, embarassada del seu fill i emocionada per la innocència de Sha Gen, decideix protegir el noi.
La situació es complica més quan una petita banda de lladres liderada per Hu Li (homòfon de guineu (狐狸 Húli) en xinès), també conegut com a Oncle Li (Ge You), puja al tren. L'oncle Li ordena als seus seguidors, entre ells Xiao Ye (Li Bingbing) i Quatre-Ulls (Gordon Lam), que s'abstinguin de fer una feina al tren. Temptats per l'enorme quantitat d'efectiu, però, alguns membres desobeeixen i ataquen, només per ser robats per Wang Bo moments després. Això exposa les habilitats de Wang a l'oncle Li, que està molt interessat a reclutar-lo. Quan Wang declina, el concurs entre els Wang i la colla de l'oncle Li augmenta ràpidament, i Sha Gen encara desconeix el perill que l'envolta.
Mentre els dos bàndols es barallen, però, un detectiu de policia vestit de paisà (Zhang Hanyu) ha estat observant en silenci i esperant la seva oportunitat. Quan la policia finalment s'apropa, l'oncle Li intenta sortir amb els diners de Sha Gen, però s'enfronta a Wang Bo, que finalment ha promès prestar la seva ajuda a Wang Li per protegir la innocència de Sha Gen. Els dos participen en un violent combat cos a cos. Tot i que Wang aconsegueix recuperar els diners i retornar-los, queda greument ferit en la baralla i, posteriorment, mor. L'oncle Li i la seva banda són detinguts mentre el tren arriba a l'estació, però l'oficial de policia deixa que Wang Li marxi per motius de compassió. Wang Li torna al Tibet un temps després i resa al cel en una mostra de penitència.

## Repartiment
- Andy Lau com a Wang Bo (C: 王薄, P: Wáng Bó)
- Rene Liu com a Wang Li (S: 王丽, T: 王麗, P: Wáng Lì)
- Ge You com a Hu Li, també conegut com a Oncle Li (C: 黎叔, P: Lí-shū),[2]
- Li Bingbing com a Xiao Ye (S: 小叶, T: 小葉, P: Xiǎo Yè, "Petit Ye")
- Wang Baoqiang com a Sha Gen (C: 傻根, P: Shǎ Gēn, "Arrel Boja", "Dumbo" a la versió dels EUA)
- You Yong com a lladre número dos (S: 二当家, T: 二當家, P: Èr Dāngjiā) o "Grassonet" (胖子), seguidor de l'oncle Li
- Gordon Lam com a Quatre Ulls (C: 四眼, P: Sìyǎn)
- Zhang Hanyu com a detectiu de policia (C: 警察 Jǐngchá)
- Fu Biao com a director general Liu (S: 刘经理, P: 劉經理, P: Liú-jīnglǐ), una víctima anterior dels Wang
- Xu Fan com a dona del director general Liu
- Fan Wei com a lladre gros
- Feng Yuanzheng com a lladre prim
- Zhong Ping com a policia de paisà
- Chen Zhihui

## Recepció
La pel·lícula va registrar 100,000 ¥ en guanys de taquilla la seva primera nit a Pequín. Dins dels deu dies següents a la publicació, els guanys totals de taquilla a la Xina continental van superar els 80 milions ¥. Aquesta xifra va pujar a 100 milions de ¥ l'últim dia de 2004. Això, juntament amb un assoliment comparable de taquilla de la producció de Stephen Chow Kung Fu Hustle, es va publicar durant el mateix mes, ha estat aclamada com una nova fita per a la indústria cinematogràfica xinesa. Tanmateix, la pel·lícula no va funcionar tan bé al mercat de Hong Kong.
Gairebé dos mesos després de l'estrena de la pel·lícula, China Post va expressar la seva insatisfacció per la informació errònia de la pel·lícula sobre els càrrecs administratius per remetre diners a través de China Post. En una escena, Sha Gen va afirmar que l'enviament de 60,000 ¥ requereix una càrrega administrativa de 600 ¥. China Post va verificar que només requeriria 100 ¥ i va dir que no descartaria demanar danys.

## Premis i nominacions
- Premis de Cinema Cavall d'Or, 2005
  - Millor adaptació al guió: Feng Xiaogang, Wang Gang, Lin Lisheng, Zhang Jialu
  - Millor pel·lícula (nominada)
  - Millor coreografia d'acció (nominada)
  - Millor edició (nominada)
- 24ns Premis del Cinema de Hong Kong, 2005
  - Millor pel·lícula asiàtica (nominada)
- Premis Golden Bauhinia, 2005
  - Millor actriu protagonista: Rene Liu
  - Les deu millors pel·lícules xineses
- Festival Internacional de Cinema de Montreal, 2005
  - Gran Premi de les Amèriques (nominat)
- Premis Cent Flors, 2006
  - Millor actriu protagonista: Rene Liu